# マルチボックス (楽器メーカー)

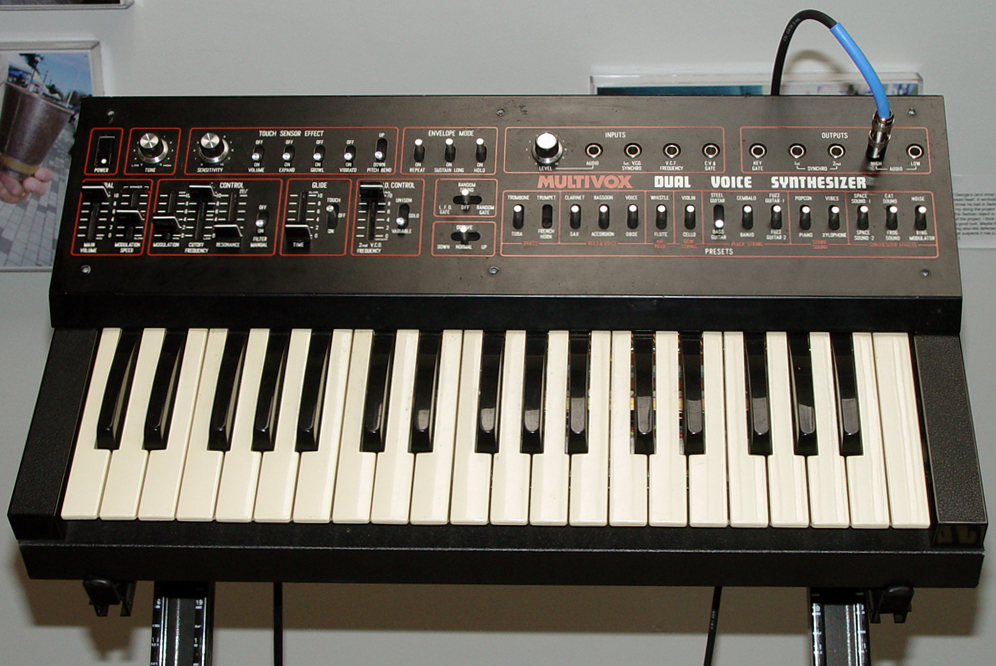
Multivox MX-75 Dual Voice Synthesizer (Pulser M-75)

マルチボックス（Multivox）は、1948年頃から1984年まで存在していたアメリカ合衆国の楽器メーカーである。エース電子工業やヒルウッド／ファーストマンの米国OEM先として知られており、このほか日本ハモンドのBig Jamや、ローランドの一部製品（DC-50など）もOEM供給されていた形跡がある。

## 概要
親会社のPeter Sorkin Music Company（以降、Sorkin Music）は、1948年Peter Sorkinがニューヨークに設立した楽器卸売会社である。複数のギターブランドを有し（Belltone、Marvel、Multivox／Premier、Royce、Strad-O-Lin）、主に他社によるOEM製品を扱っていた。その製造／OEM供給元は、1950年代から1960年代初頭にかけてはアメリカ製（ニューヨークの自社工房製と、ジャージーシティのUnited Guitar Company製OEM）、1960年代にはイタリアや日本のOEM（部品OEM含む）、1970年代は日本製OEMであった。また、1960年代にはホーナー米国独占代理店、1964年にエース電子工業の米国代理店、1972年にローランドの米国代理店となっており、各社がアメリカに進出するための重要な契機を提供した。しかし、1970年半ばにローランドの販売政策転換によって大きなダメージを被り、1975年にSorkin Musicは廃業することとなった。当時のオーナーであったSaltzmanは、元関連会社のマルチボックスに活動の場を移し、日本メーカーのOEM供給による電子楽器やエフェクター製品を市場へ供給した。
マルチボックスは、1948年ごろ創業間もないSorkin Musicの楽器アンプ製造子会社として設立された。初期には真空管式楽器アンプ（Model 50、Model 110、Premier 66、Premier 120）を製造し、「Organ-Tone Tremolo」をはじめとする多数の特許を生み出した。その後、トランジスタ式楽器アンプも手がけるようになり、1984年の会社終了までアンプ製造（もしくはOEM）を続けていたとされる。
このほかマルチボックスは、Sorkin Musicの関連会社／ブランドとして、ギターをはじめとする他の製品にも関わっている。ギター関連では、Sorkin Musicが1950年代に買収した弦楽器工房 Strad-O-Lin の製品や、1956年ごろに登場したSorkin MusicのPremierブランドギターのメーカーとして知られるが、Premierに関しては、1960年代にイタリア製OEM、1970年代に日本製OEMへ移行している。 Premierブランドについて、ヴィンテージ・ギターの有識者たちは「1956年にギブソンがニューヨークのライバル会社であるEpiphoneを買収し、ギブソンの本拠地カラマズーに移転したときに、引き抜かれなったエンジニアたちが起源である」という説を支持するが、その典拠は不確かである。

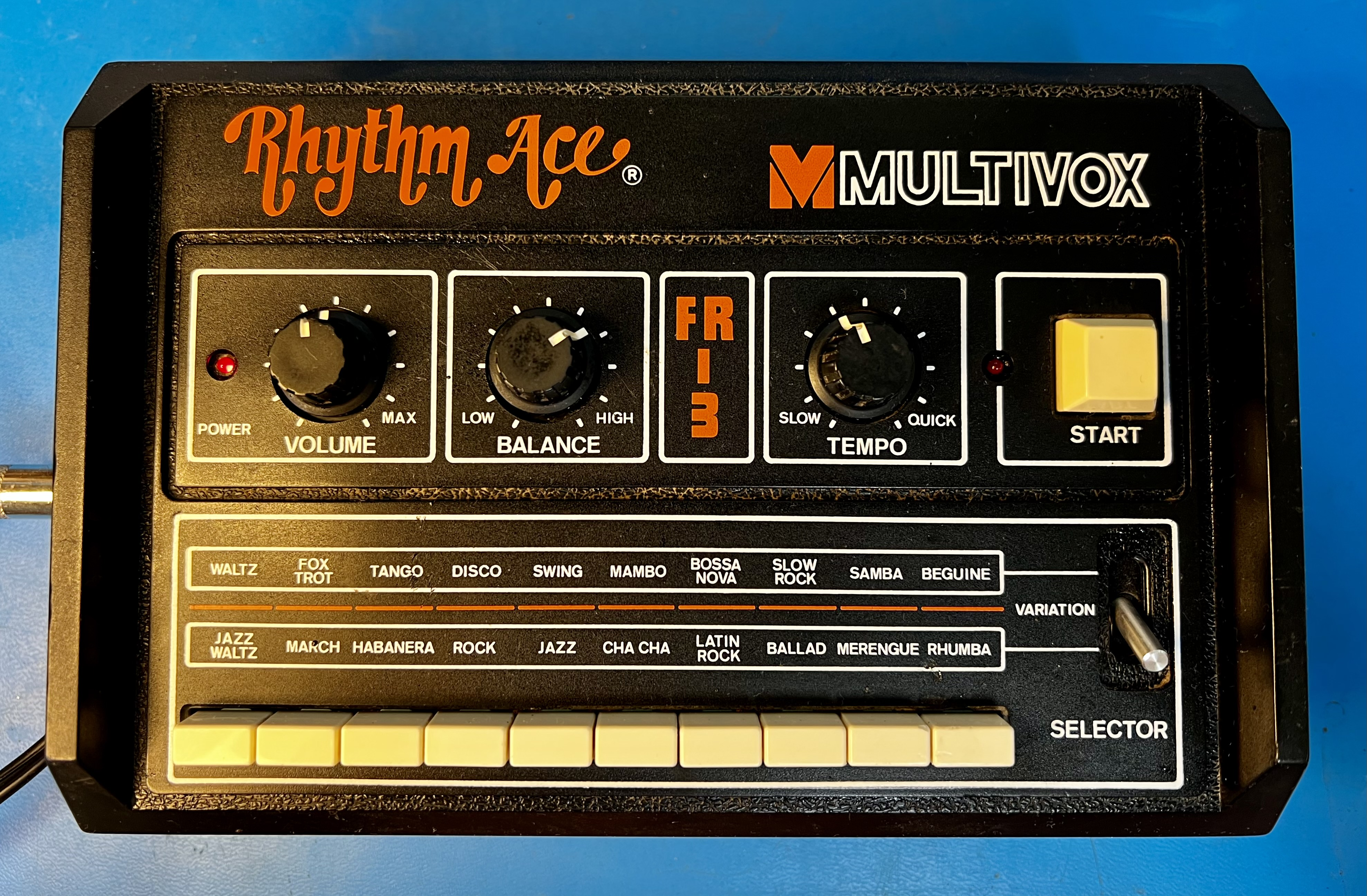
Multivox Rhythm Ace FR-3S

また、1960年代から1970年代前半にかけてのある時期には、Sokin Musicが米国代理店をしていたエース電子工業からリズムマシンRhythm Aceシリーズ（FR-3S／FR-4／FR-6M／FR-7M／FR-8Lなど）のOEM供給を受け、マルチボックスブランドで発売していた。その後、1972年のローランド設立に伴い、Sorkin Musicがその米国代理店になってから、1975年にSorkin Musicが廃業するまでの間、マルチボックスへのOEM供給状況は不明となっている。
いずれにしても、1976年前後には、新たなOEM供給元として創立間もない日本のヒルウッドが選ばれた。当初はSaltzman指定機種の生産を部分的に求められていたが、すぐにヒルウッドのオリジナル製品がマルチボックスブランドとして登場するようになった（MX-20／MX-28／MX-30〈ピアノ〉、MX-57 Electro-Snare、MX-150 BaskyII、MX-S100 Sequencer、FIRSTMAN SQ-01など）。
そのなかでも、1978年発売の複合キーボードであるMX-3000は、ベース（ペダル対応）／リード／ポリフォニック（ベロシティ対応）の3つのシンセサイザーがバランスよくまとめられており、同年発売のアープ クアドラとならぶ名機として高い評価を得ている。ドイツのSYNRISEデータベースによれば、「コルグ トライデント（1980年発売）より優れた機能をコンパクトにまとめたバランスの良い製品」という評価が下されている。
また、レスリースピーカーエフェクトをはじめて電子化した製品の一つ「LD-2 Little David」もマルチボックスの代表的な製品とされる。この製品は、ヒルウッドが所有する特許に基づいて開発した「FR-2 フルロータ」を特殊な小型木製ケースに収めた製品である。レスリースピーカーをそのままミニチュアにしたような外観と高精度の音響効果を持ち、「小さな箱のなかで超小型回転スピーカーが回っている」ような錯覚を起こさせるギミックを有していた。

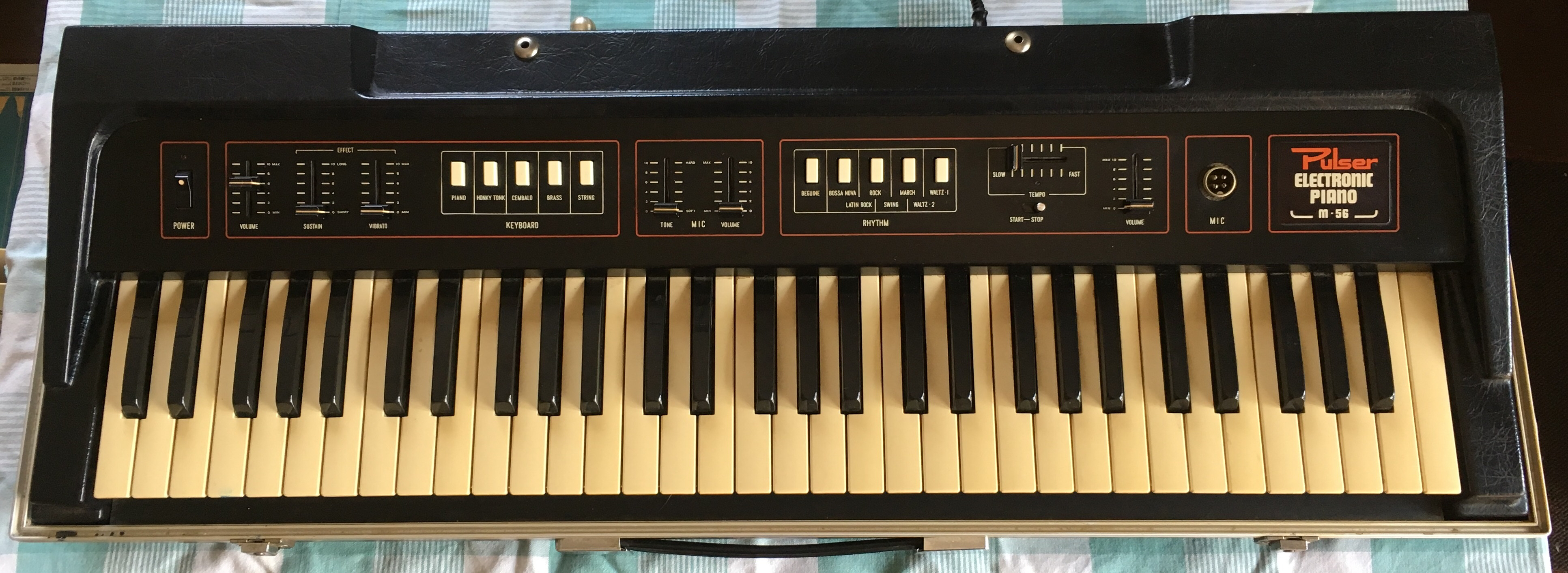
Pulser ELECTRONIC PIANO M-56

なお、マルチボックスのシンセサイザーであるMX-75は、ヨーロッパのPulserブランドでも販売された（ドイツにおいては、SOLTONが流通していた）が、このブランドとマルチボックス／Sorkin Musicとの関係は不明である。
1970年代末には、日本ハモンドが発売したコンパクトエフェクター・シリーズが、日本国外においてマルチボックスブランドで発売されていたことが確認されており、SAKATAブランド以前の日本ハモンド／阪田商会（あるいは第三のメーカー）がOEM供給を行っていた可能性がある。なお、Big Jamは、同時期にローランドが発売したBOSSのコンパクトエフェクター・シリーズの対抗製品であったが、2-3年で市場から姿を消したという。
しかし、1981年、国内楽器業界の内紛によってヒルウッド／ファーストマンが出資者経由の圧力を受けて生産設備を失い、さらに債務放棄の条件として楽器製造への関与を諦めることとなったため、同社からのOEM供給が完全に停止した。その後、マルチボックスはホーナー製品の輸入やアンプ製造を続けていたが、1984年に会社を閉じた。
約20年にわたり日本の電子楽器メーカー3社（エース電子工業、ローランド、ヒルウッド／ファーストマン）と深く関わったユダヤ人の楽器卸売商であるSaltzmanは、「ローランドの梯はユダヤの商人気質を持っており、ヒルウッドの森岡はユダヤの芸術家気質を持っている」という言葉を残している。